# Anděl Media Centrum
Anděl Media Centrum jsou kancelářské budovy architektů Václava Aulického, Aleše Pappa a Milana Víta nacházející se v ulici Karla Engliše 519/11 v Praze na Smíchově. Interiér navrhl Michal Froněk a Jan Němeček ze studia Olgoj Chorchoj, generálním projektantem byl Spojprojekt Praha a. s. K realizaci došlo v letech 2003–2005. Komplex byl slavnostně otevřen 4. března 2005. Součástí komplexu je i Anděl Park (Akvamarín Beta, Anděl Media Centrum se nazývá Akvamarín Alpha). 
Tento komplex vyrostl na pozemku o rozloze kolem 12 000 m², který vznikl po demolici bývalého smíchovského areálu Tatry Kopřivnice v Praze. Novostavba vytváří spolu se zbývajícími stávajícími objekty komplexní městský blok vymezený ulicemi Plzeňská, Radlická, Ostrovského a Kováků.

## Popis

### Koncepce areálu
Základní koncepce vycházela z podmínek urbanistické studie Útvaru rozvoje hlavního města Prahy společně s celým plánovaným a postupně realizovaným městským centrem. Zástavba je řešená ve formě uličních podélných pětitraktových bloků propojených čtyřmi třítraktovými příčnými křídly s podélným vnitřním veřejným prostorem (náměstím) a příčnou ulicí Karla Engliše, při respektování stanoveného základního hmotového členění, rozměrových proporcí, uličních čar, výškových parametrů a počtu podlaží, včetně dislokace vjezdu a výjezdu v ulici Radlické.
Součástí řešení jsou veřejné prostory (ulice Karla Engliše a navazující centrální veřejné náměstí, podloubí podél ulice Radlické) i interní atria. Veřejné prostory jsou pojaty jako obchodně-rekreační zóna s drobnou architekturou. Interní atria jsou řešena ve formě plnohodnotného vnitřního parkového prostoru s maximálním rozsahem zejména vzrostlé zeleně.
Komplex budov byl vystavěn pro potřeby mediální skupiny Mafra. Na této adrese dnes sídlí mimo jiné MF Dnes, Ticketportal CZ, Lidové noviny, iDNES.cz a televize Óčko. 
Celková plocha kancelářských a obchodních ploch je 30000 m², z čehož mediální skupina Mafra má plochu 11000 m², zbytek je komerčně pronajímán. 

## Galerie

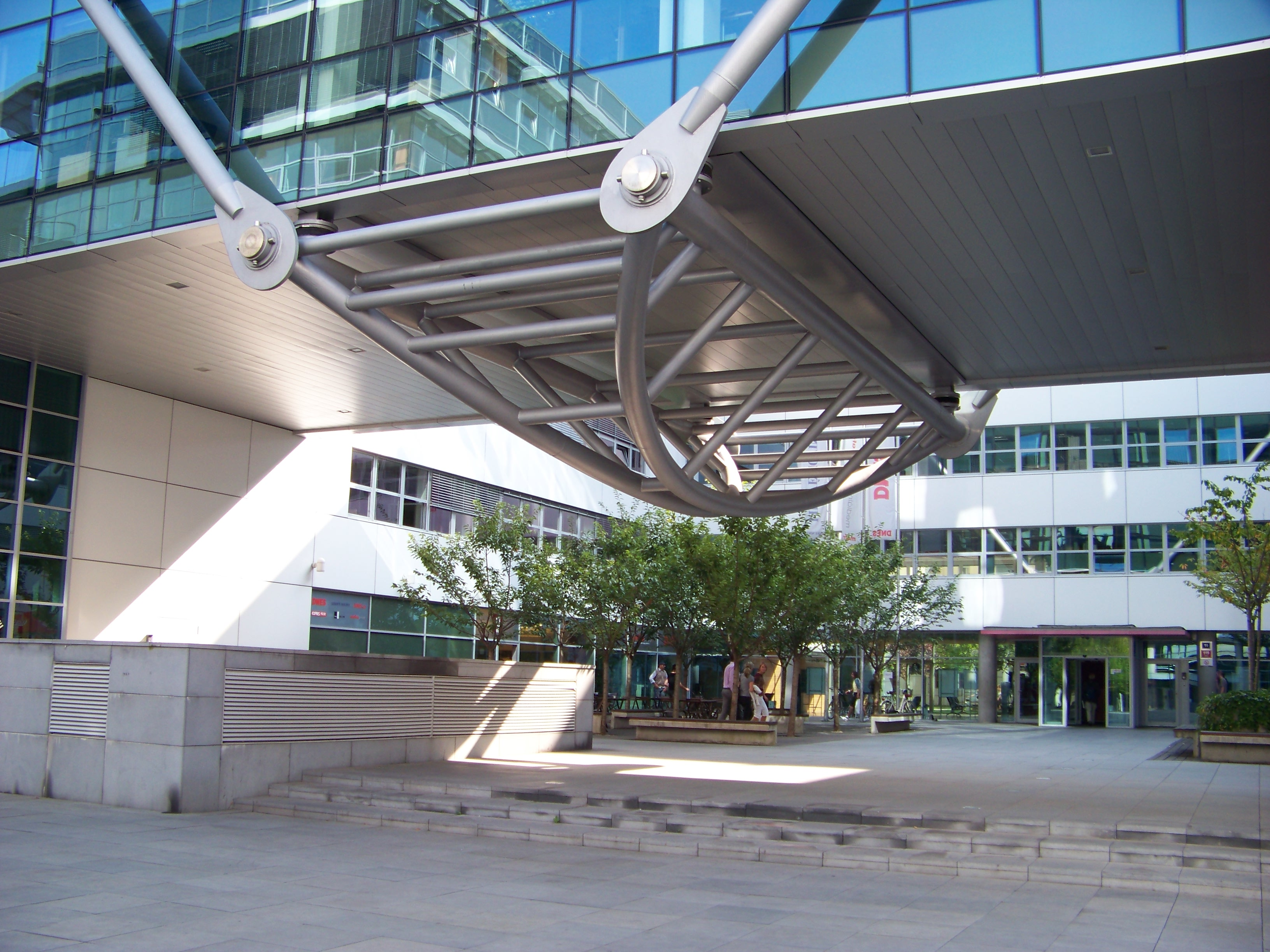
Průchod do atria
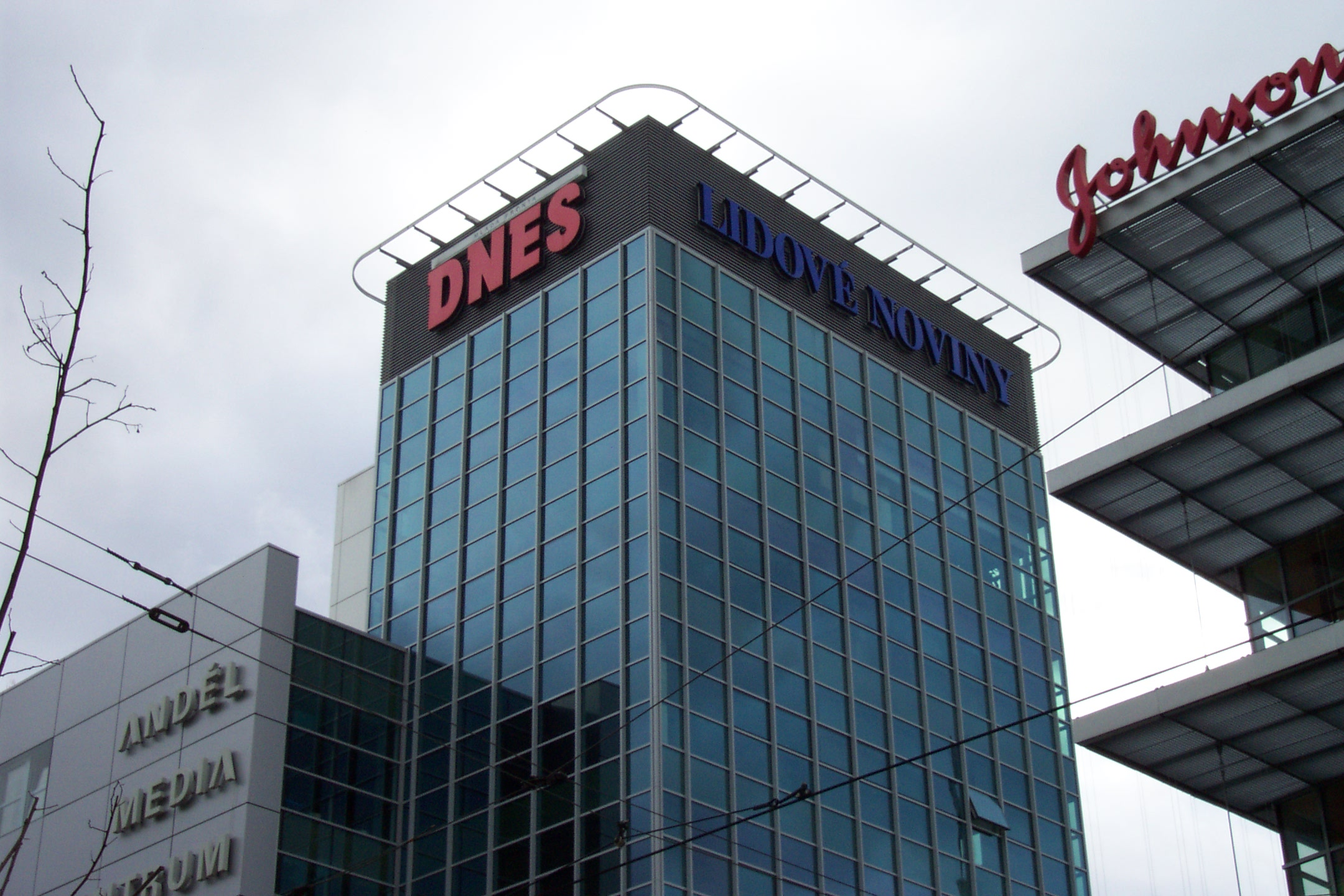
Nárožní hranol
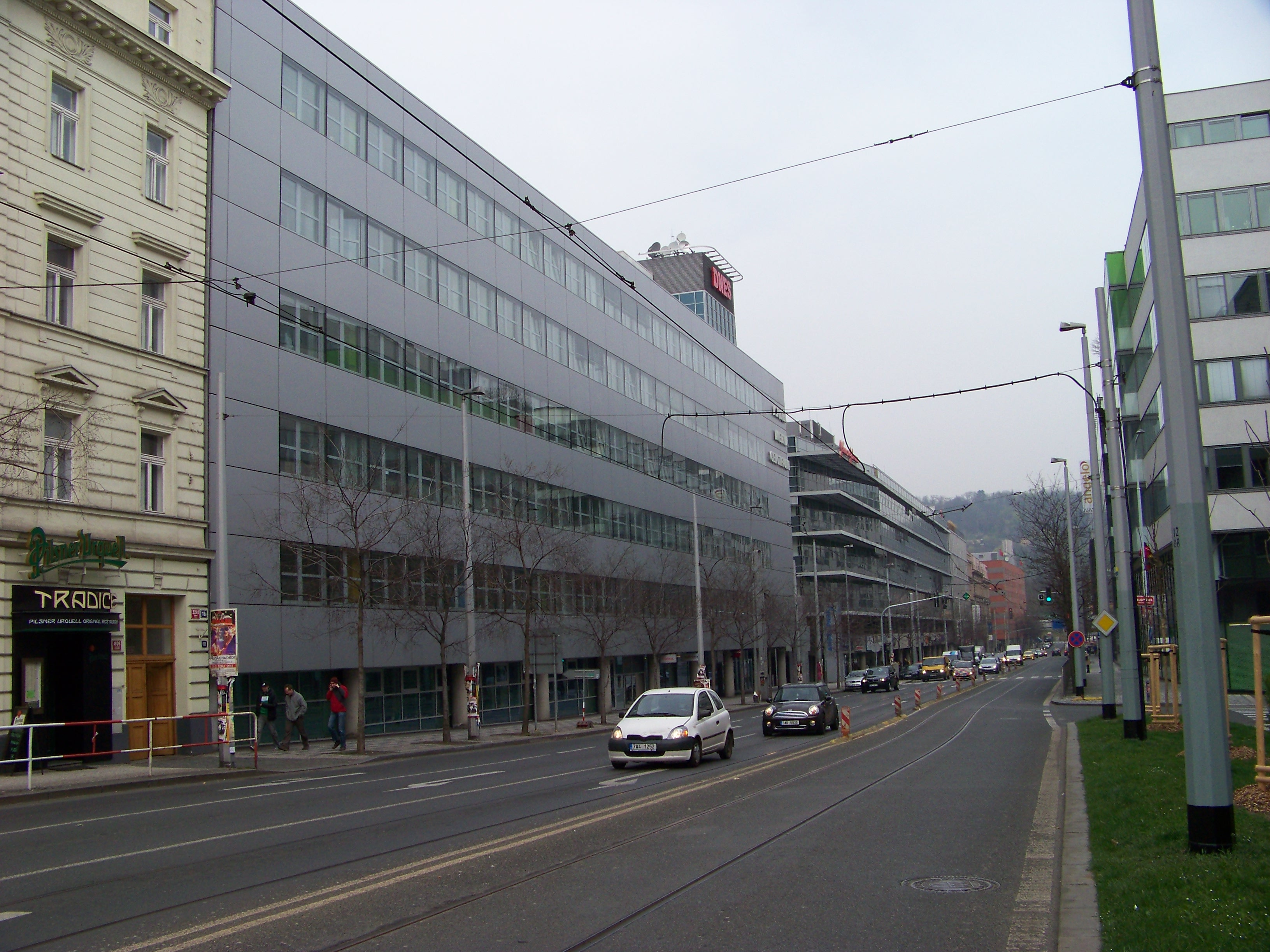
Pohled z Radlické